# Meteka
Meteka är en ort i Etiopien.   Den ligger i regionen Afar, i den centrala delen av landet, 210 km öster om huvudstaden Addis Abeba. Meteka ligger 617 meter över havet och antalet invånare är 1 579.
Terrängen runt Meteka är platt söderut, men norrut är den kuperad. Runt Meteka är det glesbefolkat, med 17 invånare per kvadratkilometer. Omgivningarna runt Meteka är en mosaik av jordbruksmark och naturlig växtlighet.